# 김영수 (작가)
김영수(金永壽, 1911년 6월 27일 ~ 1977년 4월 23일)는 일제강점기와 대한민국의 언론인 출신이자 소설가, 극작가, 방송 시나리오 작가였다.
경성부(현재의 서울) 출신으로 1950년 한국 전쟁 당시 3년간을 유엔군의 군무원으로 복무하기도 했으며 1953년 11월 당시, 예비역 대한민국 육군 상사 계급으로 예편(전역)하였다.

## 생애

### 생애 초반
경성부 출생이다. 1931년 일본으로 유학, 이듬해 1932년 와세다대학(早稻田大學) 영문학과를 중퇴하고 귀국하였다. 1932년부터 이듬해 1933년까지 조선일보에 입사하여 학예부 기자로 근무하다가 그만두고, 1933년 고려영화주식회사에 입사, 고려영화주식회사 지원과 과장, 그리고 고려영화주식회사 선전부 부장 등의 직원 등을 지냈다.
1934년 희곡 《광풍(狂風)》을 조선일보에, 《동맥(動脈)》은 동아일보에 발표하였는데, 동시에 각각 당선되어 극작가로 데뷔하였다. 1939년 소설 《소복(素服)》이 조선일보에 당선됨으로써 소설도 쓰게 되었다. 이후 단편작 《생리(生理)》 《코》 《밤》 《해면(海面)》, 희곡 《단층(斷層)》 등을 발표하였다.

### 해방 이후
1945년 8월 15일 을유 광복 이후에는 경향신문에 장편소설 《파도》를 연재했고, 연합신문에 《여성회의(女性會議)》, 평화신문에 《화려한 성좌》 등 주로 대중소설을 연재했다. 안수길(安壽吉)의 《북간도(北間島)》를 방송극으로 각색하여 방송작가로서도 크게 활약하였다.
이후 어린이신문의 주간을 거쳐 한국 동란(6․25 전쟁) 때에는 유엔군 총사령부 방송과에 군무원으로 근무하였다. 그리고 전쟁의 종전 협정 후 1953년 11월 당시, 예비역 육군 상사 계급으로 예편(전역)하였다. 만년에는 1968년에서부터 1970년까지 고려대학교 국어국문학과 객원교수·중앙대학교 문예창작학과 객원교수 등을 잠시 지냈다.

## 작품
- 《광풍》(狂風)
- 《동맥》(動脈)
- 《소복》(素服) (1939년)
- 《생리》(生理)
- 《코》
- 《밤》
- 《해면》(海面)
- 희곡 《단층》(斷層)
- 소설 《파도》
- 《여성회의》(女性會議)
- 《화려한 성좌》
- 《혈맥》(血脈)

## 같이 보기
- 조선일보
- 극작가
- 시나리오